# Henry Percy, 8:e earl av Northumberland
Henry Percy, 8:e earl av Northumberland, född omkring 1532, död 1585, var en engelsk ädling. Han var brorson till Henry Percy, 6:e earl av Northumberland.
Northumberland invecklades, liksom förut hans bror Thomas Percy, 7:e earl av Northumberland, 1585 i en sammansvärjning för den fångna Maria Stuarts befriande. Han insattes i Towern och fanns där en morgon skjuten i sin säng med en pistol bredvid sig. Dödsorsaken uppgavs vara självmord, men anses snarare ha varit mord.